# 古屋剛
古屋 剛（ふるや つよし、1970年4月13日 - ）は、東京都立川市出身の元プロ野球選手（内野手）・監督。右投右打。

## 来歴

### プロ入り前
駿台甲府高等学校、拓殖大学を経て、新日鉄君津でプレー。
1995年の都市対抗野球では、川鉄千葉の補強選手としてベスト4に進出し、優秀選手となった。
1996年の都市対抗野球では、松中信彦、のちに西武でも同僚となる森慎二らとベスト8に進出した。
同年のプロ野球ドラフト会議で西武ライオンズから7位で指名され入団した。ドラフト指名時26歳と、比較的遅めのプロ入りとなった。

### 西武時代
2年目の1998年に一軍初出場。2001年から2003年まで3年続けて開幕一軍入りを果たし、2002年4月13日の福岡ダイエーホークス戦でプロ初本塁打も記録したが、一軍定着に至らないシーズンが続いた。
2003年は7番・三塁手として開幕スタメン出場も果たしたが、怪我もあって4試合の出場に留まった。
2004年は一軍出場がなく球団から戦力外通告を受け、この年限りで現役を引退。

### 現役引退後
2009年から四国・九州アイランドリーグ・長崎セインツのコーチに就任。2010年5月1日付で、成績不振を理由に解任された長冨浩志の後任として監督に就任。
2011年、三重スリーアローズのコーチに就任。同年5月17日、成績不振のため辞任した長冨浩志の後任として監督代行に就任。同年7月1日から、正式に監督に就任した。11月10日、チーム解散に伴い退任。
2013年からは埼玉県比企郡鳩山町のMAGUS（メガス）ベースボールスクールの主任コーチに就任。
2019年、神奈川県を活動拠点とする社会人クラブチームであるJFAM EMANON（2021年よりジェイファム）の監督に就任。
2023年12月にジェイファムが休部となったことに伴い監督を退任した
。

## 詳細情報

### 年度別打撃成績
| 年 度     | 球 団     | 試 合 | 打 席 | 打 数 | 得 点 | 安 打 | 二 塁 打 | 三 塁 打 | 本 塁 打 | 塁 打 | 打 点 | 盗 塁 | 盗 塁 死 | 犠 打 | 犠 飛 | 四 球 | 敬 遠 | 死 球 | 三 振 | 併 殺 打 | 打 率 | 出 塁 率 | 長 打 率 | O P S |
| --------- | --------- | ----- | ----- | ----- | ----- | ----- | -------- | -------- | -------- | ----- | ----- | ----- | -------- | ----- | ----- | ----- | ----- | ----- | ----- | -------- | ----- | -------- | -------- | ----- |
| 1998      | 西武      | 14    | 16    | 14    | 0     | 1     | 0        | 0        | 0        | 1     | 1     | 0     | 0        | 0     | 1     | 1     | 0     | 0     | 4     | 0        | .071  | .125     | .071     | .196  |
| 1999      | 西武      | 25    | 38    | 32    | 7     | 7     | 2        | 0        | 0        | 9     | 1     | 4     | 0        | 3     | 0     | 2     | 0     | 1     | 9     | 0        | .219  | .286     | .281     | .567  |
| 2000      | 西武      | 11    | 21    | 17    | 2     | 3     | 1        | 0        | 0        | 4     | 1     | 0     | 1        | 1     | 1     | 2     | 0     | 0     | 4     | 0        | .176  | .250     | .235     | .485  |
| 2001      | 西武      | 3     | 6     | 6     | 0     | 0     | 0        | 0        | 0        | 0     | 0     | 0     | 0        | 0     | 0     | 0     | 0     | 0     | 1     | 0        | .000  | .000     | .000     | .000  |
| 2002      | 西武      | 22    | 31    | 27    | 3     | 7     | 0        | 0        | 1        | 10    | 3     | 2     | 2        | 0     | 0     | 3     | 0     | 1     | 10    | 0        | .259  | .355     | .370     | .725  |
| 2003      | 西武      | 4     | 12    | 11    | 0     | 2     | 0        | 0        | 0        | 2     | 0     | 0     | 0        | 1     | 0     | 0     | 0     | 0     | 1     | 1        | .182  | .182     | .182     | .364  |
| 通算：6年 | 通算：6年 | 79    | 124   | 107   | 12    | 20    | 3        | 0        | 1        | 26    | 6     | 6     | 3        | 5     | 2     | 8     | 0     | 2     | 29    | 1        | .187  | .252     | .243     | .495  |

### 記録
- 初出場：1998年5月6日、対オリックス・ブルーウェーブ4回戦（西武ドーム）、8回裏に田辺徳雄の代走で出場
- 初先発出場：1998年5月7日、対オリックス・ブルーウェーブ5回戦（西武ドーム）、9番・右翼手として先発出場
- 初打席・初打点：同上、2回裏に杉本友から中犠飛
- 初安打：同上、4回裏に杉本友から中前安打
- 初盗塁：1999年4月14日、対大阪近鉄バファローズ2回戦（西武ドーム）、5回裏に二盗（投手：小池秀郎、捕手：的山哲也）
- 初本塁打：2002年4月13日、対福岡ダイエーホークス2回戦（西武ドーム）、5回裏にブレイディー・ラジオから同点ソロ

### 背番号
- 61 （1997年 - 2001年）
- 45 （2002年 - 2004年）
- 70 （2009年 - 2010年）
- 71 （2011年）